# Safety-Bicycle

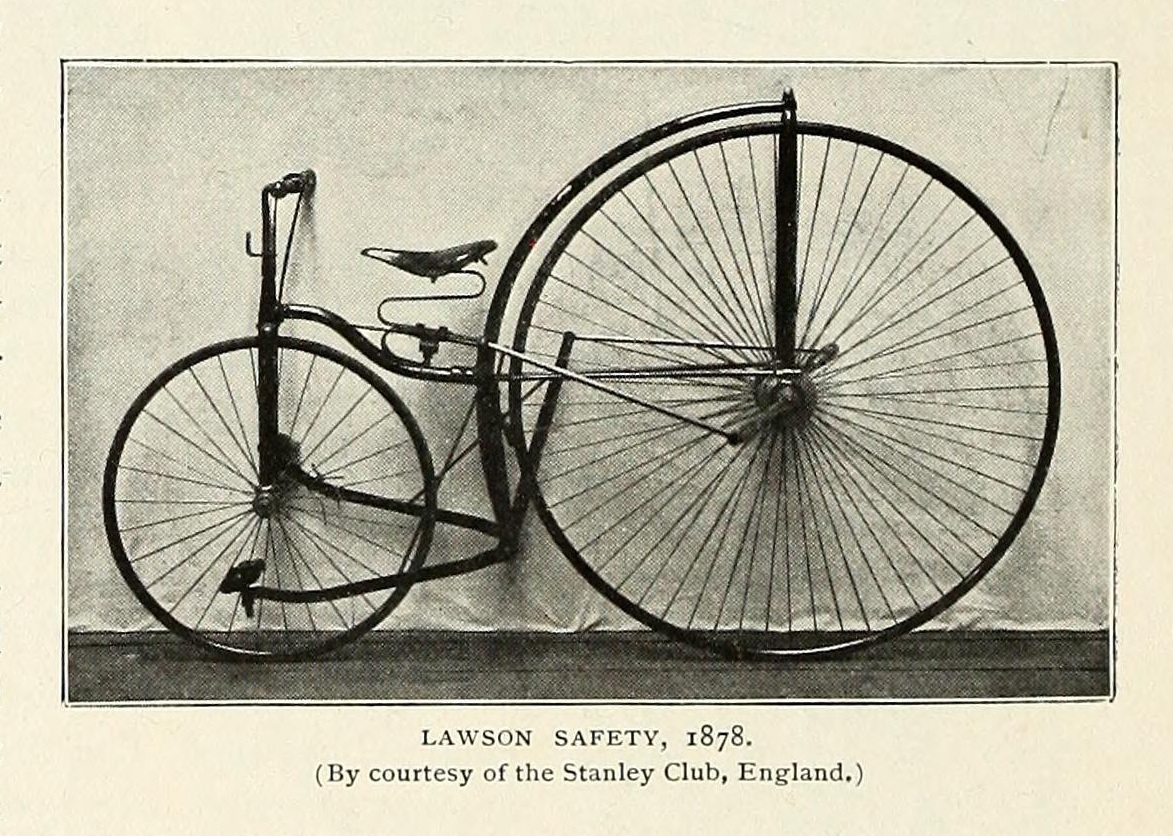
Safety-Bicycle

Als Safety-Bicycle wird ein englisches Hochrad mit Trethebelantrieb auf das Hinterrad bezeichnet, das 1876 von Harry John Lawson entwickelt wurde.
Lawson hatte nicht die entsprechende Körpergröße um die 1872 erschienenen Hochräder zu fahren. Statt eines großen Vorder- und kleinen Hinterrads verwendete Lawson das umgekehrte Prinzip. Das „Safety“ – Lawson ließ den Namen schützen – sollte darüber hinaus für ängstliche und ältere Personen zu benutzen sein. Das „Safety“ war in der Theorie sicherer als das Hochrad, da der Fahrer zwischen den Rädern saß und dadurch einen niedrigeren Schwerpunkt aufzuweisen hatte. Ob der Antrieb funktionierte ist zweifelhaft. Palmer bezeichnet das knapp 30 kg wiegende Gerät als eine Art Grashüpfer mit einer Kombination von drehenden und reziproken Anteilen.